# العلاقات البرازيلية الإريترية
العلاقات البرازيلية الإريترية هي العلاقات الثنائية التي تجمع بين البرازيل وإريتريا.

## مقارنة بين البلدين
هذه مقارنة عامة ومرجعية للدولتين:
| وجه المقارنة                                              | البرازيل | إريتريا                                      |
| --------------------------------------------------------- | --- | -------------------------------------------- |
| المساحة (كم2)                                             | 8.52 مليون | 117.60 ألف                                   |
| عدد السكان (نسمة)                                         | 202.66 مليون | 6.33 مليون                                   |
| الكثافة السكانية (ن./كم²)                                 | 23.79 | 53.83                                        |
| العاصمة                                                   | برازيليا، ريو دي جانيرو | أسمرة                                        |
| اللغة الرسمية                                             | برتغالية برازيلية، Brazilian Sign Language ‏ | اللغة التغرينية، اللغة العربية، لغة إنجليزية |
| العملة                                                    | ريال برازيلي، كروزيرو ريال برازيلي ‏، كروزيرو البرازيلية (1990–1993)، البرازيلي كروزادو نوفو، كروزادو برازيلي، cruzeiro ‏، كروزيرو البرازيلية (1942–1967)، الريال البرازيلي (قديم) | ناكفا                                        |
| الناتج المحلي الإجمالي (بليون دولار)                      | 2.06 تريليون | 2.61 مليار                                   |
| الناتج المحلي الإجمالي (تعادل القوة الشرائية) بليون دولار | 3.22 تريليون |                                              |
| الناتج المحلي الإجمالي الاسمي للفرد دولار أمريكي          | 8.54 ألف |                                              |
| الناتج المحلي الإجمالي للفرد دولار أمريكي                 | 15.89 ألف |                                              |
| مؤشر التنمية البشرية                                      | 0.754 | 0.391                                        |
| رمز المكالمات الدولي                                      | +55 | +291                                         |
| رمز الإنترنت                                              | .br | .er                                          |
| المنطقة الزمنية                                           | | ت ع م+03:00                                  |

## منظمات دولية مشتركة
يشترك البلدان في عضوية مجموعة من المنظمات الدولية، منها:
| علم المنظمة | اسم المنظمة                        | تاريخ انضمام البرازيل | تاريخ انضمام إريتريا |
| ----------- | ---------------------------------- | --------------------- | -------------------- |
|             | مؤسسة التمويل الدولية              | 31 ديسمبر 1956        | 11 أكتوبر 1995       |
|             | منظمة حظر الأسلحة الكيميائية       | ?                     | ?                    |
|             | البنك الإفريقي للتنمية             | ?                     | ?                    |
|             | يونسكو                             | 4 نوفمبر 1946         | 2 سبتمبر 1993        |
|             | الأمم المتحدة                      | 24 أكتوبر 1945        | 28 مايو 1993         |
|             | الاتحاد الدولي للاتصالات           | 4 يوليو 1877          | 6 أغسطس 1993         |
|             | منظمة الشرطة الجنائية الدولية      | ?                     | ?                    |
|             | البنك الدولي للإنشاء والتعمير      | 14 يناير 1946         | 6 يوليو 1994         |
|             | الاتحاد البريدي العالمي            | ?                     | ?                    |
|             | مؤسسة التنمية الدولية              | 15 مارس 1963          | 6 يوليو 1994         |
|             | وكالة ضمان الاستثمار متعدد الأطراف | 7 يناير 1993          | 10 سبتمبر 1996       |

## وصلات خارجية
- موقع وزارة الخارجية البرازيلية